# Armando Celso
Armando Celso (Genova, 31 gennaio 1934) è un attore, cabarettista, chitarrista e compositore italiano, tra i protagonisti del Derby Club di Milano.

## Biografia
Calca il palcoscenico dello Storico Teatro Gerolamo a Milano,  sin dagli anni '60 recitando nella Compagnia del "Teatro di Paolo Poli ".
Successivamente e col soprannome di Ossario dovuto alla sua naturale magrezza, è stato la spalla storica di Teo Teocoli, spesso accompagnandolo alla chitarra sia in cabaret che nelle prime apparizioni televisive su Antennatre, prima nel programma Non lo sapessi ma lo so (1982), insieme a Massimo Boldi, e poi nel varietà Il guazzabuglio (1983), con un esordiente Giorgio Faletti (vestito da suora), negli sketch comici del campanaro.
Oltre alla partecipazione allo sceneggiato televisivo Marco Visconti del 1975, Celso ha recitato in diversi film culto degli anni Ottanta, Asso con Adriano Celentano, Il ragazzo di campagna con Renato Pozzetto e Attila flagello di Dio con Diego Abatantuono, dove ha interpretato la parte di Frensisio, il somaro. Negli anni duemila è tornato ad esibirsi al fianco di Teocoli all'interno di Che tempo che fa su Rai 3.
La sua canzone più nota è Coccodì coccodà, con testo di Walter Valdi, incisa tra gli altri anche da i Gufi e da Bruno Lauzi.

## Filmografia
- Lettomania, regia di Vincenzo Rigo (1976)
- I due superpiedi quasi piatti, regia di E.B. Clucher (1977)
- L'Italia in pigiama, regia di Guido Guerrasio (1977)
- Asso, regia di Castellano e Pipolo (1981)
- Attila flagello di Dio, regia di Castellano e Pipolo (1982)
- Italian Boys, regia di Umberto Smaila (1982)
- Arrivano i miei, regia di Nini Salerno (1982)
- Il ragazzo di campagna, regia di Castellano e Pipolo (1984)